# Trochocyathus fasciatus
Trochocyathus fasciatus är en korallart som beskrevs av Stephen D. Cairns 1979. Trochocyathus fasciatus ingår i släktet Trochocyathus och familjen Caryophylliidae. Inga underarter finns listade i Catalogue of Life.